# Andy Lau

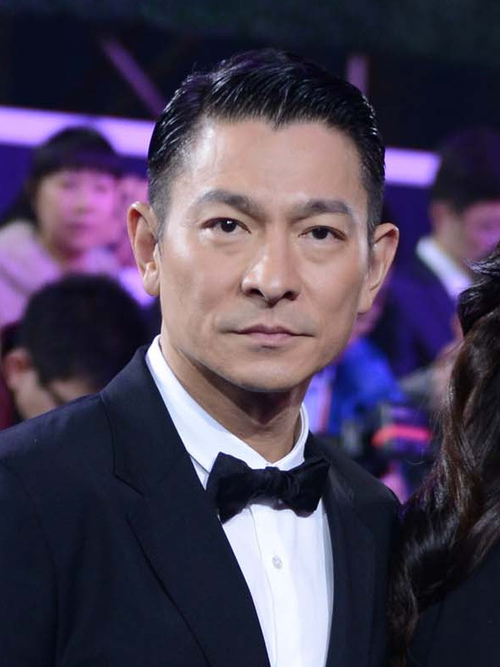
Andy Lau (2013)

Andy Lau (chinesisch 劉德華 / 刘德华, Pinyin Liú Déhuá, Jyutping Lau4 Dak1waa1, kantonesisch Lau Tak-wah; * 27. September 1961 in Hongkong) ist ein Schauspieler, Filmproduzent und Sänger aus Hongkong. Er trat in über 160 Filmen auf und brachte in seiner Heimat über 60 Alben heraus.

## Leben
Andy Lau hat neben unzähligen Auftritten in Filmen (unter anderem des Martial-Arts-Genres) und Shows auch eine beachtliche Reihe an Schlager- und Popalben produziert und ist nicht nur im Kulturraum Asien ein gefeierter Star. Auch als Filmproduzent (Focus Group Holdings) hat er eine große Bandbreite an Fähigkeiten.
2018 wurde er in die Academy of Motion Picture Arts and Sciences berufen, die jährlich die Oscars vergibt.

## Filmografie (Auswahl)

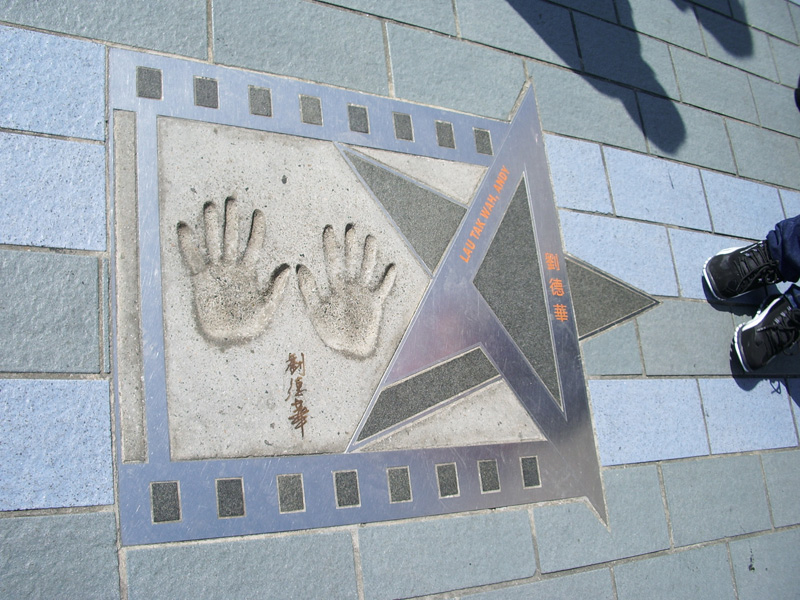
Laus Handabdruck auf der Avenue of Stars Hongkong

- 1982: Boat People (Tau ban no hoi)
- 1983: Home at Hong Kong (Ga joi Heung Gong)
- 1983: On the Wrong Track (Wai mit hou dei che)
- 1984: Everlasting Love (Ting bu liao de ai)
- 1984: Shanghai 13 (Shang Hai tan: Shi san tai bao)
- 1985: The Unwritten Law (Fat ngoi ching)
- 1985: Powerman 2 (Xia ri fu xing)
- 1986: Lucky Stars Go Places (Zui jia fu xing)
- 1986: Magic Crystal (Mo Fei Cui)
- 1987: Rich and Famous (Gong woo ching)
- 1987: Sworn Brothers (Gan dan xiang zhao)
- 1987: China White 2 (Ying hung ho hon)
- 1987: Lai Shi, China's Last Eunuch (Chung Gwok jui hau yat goh taai gaam)
- 1988: As Tears Go By (Wong Gok ka moon)
- 1988: The Crazy Companies (Zui jia sun you )
- 1988: The Crazy Companies 2 (Zui jia sun you chuang qing guan)
- 1988: In the Blood (Shen tan fu zi bing)
- 1988: The Dragon Family (Long zhi jia zu)
- 1988: The Romancing Star 2 (Jing zhuong zhui nu zi zhi er)
- 1988: The Truth (Fa nei qing)
- 1988: Three Against the World (Qun long duo bao)
- 1988: Walk On Fire (Lie ying ji hua)
- 1989: Bloody Brotherhood (Tong gen sheng)
- 1989: Casino Raiders (Zhi zun wu shang)
- 1989: Chine White (Gwang tin lung fu wui)
- 1989: City Kids 1989 (Ren hai gu hong)
- 1989: Crocodile Hunter (Juen diu daai ngok)
- 1989: God of Gamblers (Du shen)
- 1989: Little Cop (Xiao xiao xiao jing cha)
- 1989: Long Arm of the Law III (Sheng gang qi bing di san ji)
- 1989: News Attack (Shen xing tai bao)
- 1989: Perfect Match (Zui jie nan peng you)
- 1989: Proud and Confident (Ao qi xiong ying)
- 1989: Runaway Blues (Biao cheng)
- 1989: Stars and Roses (Ai ren tong zhi)
- 1989: The First Time is the Last Time (Di yi jian)
- 1989: The Romancing Star 3 (San lang zhi yi zu)
- 1989: The Truth-Final Episode (Fa nei qing 2)
- 1990: A Home Too Far (Yi yu)
- 1990: A Moment of Romance (Tin joek jau ching)
- 1990: Days of Being Wild (Ah fei zing zyu)
- 1990: Dragon in Jail (Yu zhong long)
- 1990: Gangland Odyssey (Yee dam hung sum)
- 1990: God of Gamblers 2 (Dou hap)
- 1990: Kawashima Yoshiko (Chuan Dao Fang Zi)
- 1990: Kung Fu vs. Acrobatic (Ma deng ru lai shen zhang)
- 1990: No Risk, No Gain (Zhi zun ji zhuang yuan cai)
- 1990: Return Engagement (Zai zhan jiang hu)
- 1990: The Fortune Code (Fu gui bing tuan)
- 1990: The Prisoner (Huo shao dao)
- 1991: Dances with the Dragon (Tin joek jau ching)
- 1991: Casino Raiders 2 (Zi zeon mou soeng II - Wing baa tin haa)
- 1991: Don't Fool Me (Zhong Huan ying xiong)
- 1991: Hong Kong Godfather (Tian zi men sheng)
- 1991: Lee Rock (Wu yi tan zhang: Lei Luo zhuan)
- 1991: Lee Rock 2 (Wu yi tan zhang: Lei Luo zhuan zhi er)
- 1991: Saviour of the Soul (Gau yat: San diu hap lui)
- 1991: The Last Blood (Ging tin 12 siu si)
- 1991: The Tigers (Ng foo cheung: Kuet lit)
- 1991: Tricky Brains (Jing gu jyun ga)
- 1991: Zodiac Killers (Ji dao zhui zong)
- 1992: Casino Tycoon (Do sing dai hang san goh chuen kei)
- 1992: Casino Tycoon 2 (Do sing daai hang II ji ji juen mo dik)
- 1992: Come Fly the Dragon (Hei yi bu zhi Shou du qing shen)
- 1992: Gameboy Kids (Ji Boy xiao zi: Zhen jia wai long)
- 1992: Gun n' Rose (Long teng si hai)
- 1992: Handsome Siblings (Jue dai shuang jiao)
- 1992: Saviour of the Soul 2 (Jiu er shen diao zhi: Chi xin qing chang jian)
- 1992: Moon Warriors (Zhan shen chuan shuo)
- 1992: The Prince of Temple Street (Miu kai sup yi siu)
- 1992: The Sting (Xia sheng)
- 1992: What A Hero! (Hua! ying xiong)
- 1993: Days of Tomorrow (Tian chang di jiu)
- 1993: Future Cops (Chao ji xue xiao ba wang)
- 1993: Perfect Exchange (Ji jun sam sap lok gai ji Tau tin wun yat)
- 1994: A Taste of Killing and Romance (Sha shou de tong hua)
- 1994: Drunken Master (Jui kuen II)
- 1994: The Three Swordsmen (Dao jian xiao)
- 1994: Hard Game 2 (Tian yu di)
- 1995: Full Throttle (Lie huo zhan che)
- 1995: Cover Hard 3 (Da mao xian jia)
- 1996: A Moment of Romance 3 (Tin joek jau ching 3: Fung fo gai yan)
- 1996: Thanks for Your Love (½ Chi tung chong)
- 1996: Shanghai Grand (Xin Shang Hai tan)
- 1996: What a Wonderful World (Qi yi lu cheng zhi: Zhen xin ai sheng ming)
- 1997: Armageddon (Tin dei hung sam)
- 1997: Cause We Are So Young (Kau luen kei)
- 1997: Island of Greed (Hak gam)
- 1998: A True Mob Story (Long zai jiang hu)
- 1998: The Conman (Du xia 1999)
- 1999: Century of the Dragon (Long zai bian yuan)
- 1999: Fascination Amour (Ai qing meng huan hao)
- 1999: Prince Charming (Hei ma wang zi)
- 1999: Running Out of Time (Running Out of Time)
- 1999: The Conmen in Vegas (Du xia da zhan La Si Wei Jia Si)
- 2000: A Fighter's Blues (Ah Fu)
- 2000: Needing You (Goo naam gwa neui)
- 2000: Das Duell in der Verbotenen Stadt (Kuet chin chi gam ji din)
- 2001: Dance of a Dream (Oi gwan yue mung)
- 2001: Fulltime Killer (Chuen jik sat sau)
- 2001: Love on a Diet (Sau sun nam nui)
- 2002: Fat Choi Spirit (Lik goo lik goo san nin choi)
- 2002: Golden Chicken (Gam gai)
- 2002: Infernal Affairs (Wu Jian Dao)
- 2002: The Wesley's Mysterious File (Wai See Lee: Lam huet yan)
- 2003: Cat and Mouse (Lou she oi sheung mao)
- 2003: Give Them a Chance (Kap sze moon yat goh gei kooi)
- 2003: Golden Chicken 2 (Gam gai 2)
- 2003: Infernal Affairs III (Mou gaan dou III: Jung gik mou gaan)
- 2003: Running on Karma (Daai zek lou)
- 2004: A World Without Thieves (Tian xia wu zei)
- 2004: House of Flying Daggers (Shí Miàn Mái Fú)
- 2004: Jiang Hu (Gong woo)
- 2004: Magic Kitchen (Moh waan chue fong)
- 2004: Yesterday Once More (Lung fung dau)
- 2005: All About Love (Tsoi suet yuk chi ngo oi nei)
- 2005: Wait 'Til You're Older (Tung mung kei yun)
- 2006: Battle of Kingdoms – Festung der Helden (Mo gong)
- 2007: Protégé (Moon to)
- 2007: The Warlords (Tau ming chong)
- 2008: Three Kingdoms – Der Krieg der drei Königreiche (San guo zhi jian long xie jia)
- 2010: Detective Dee und das Geheimnis der Phantomflammen (Di Renjie: Tong tian di guo)
- 2011: Shaolin (Xin shao lin si)
- 2011: Beginning of the Great Revival (Jian dang wei ye)
- 2011: Was Frauen wollen 2 (Wo zhi nv ren xin)
- 2011: Tao Jie – Ein einfaches Leben (Tou ze)
- 2012: Cold War (Hon zin)
- 2015: From Vegas to Macau 2
- 2015: The Bodyguard
- 2015: Saving Mr. Wu
- 2016: Railroad Tigers
- 2016: The Great Wall
- 2017: Shock Wave
- 2017: The Adventurers
- 2017: Chasing the Dragon
- 2017: Find Your Voice
- 2019: The White Storm 2: Drug Lords
- 2020: Shock Wave 2
- 2021: Endgame (2021)
- 2021: Detective Chinatown 3
- 2023: Die wandernde Erde II

## Auszeichnungen für Musikverkäufe
| Goldene Schallplatte - Taiwan - 1998: für das Album Be My Lady 3× Goldene Schallplatte - Taiwan - 1999: für das Album Stupid Fellow | 3× Platin-Schallplatte - Taiwan - 1998: für das Album Love Deep |

Anmerkung: Auszeichnungen in Ländern aus den Charttabellen bzw. Chartboxen sind in ebendiesen zu finden.
| Land/RegionAuszeichnungen für Musikverkäufe (Land/Region, Auszeichnungen, Verkäufe, Quellen) | Gold     | Platin     | Verkäufe  | Quellen    |
| -------------------------------------------------------------------------------------------- | -------- | ---------- | --------- | ---------- |
| Taiwan (RIT)                                                                                 | 2× Gold2 | 4× Platin4 | 1.141.082 | rit.org.tw |
| Insgesamt                                                                                    | 2× Gold2 | 4× Platin4 |           |            |